# Elisabetta Terabust
Elisabetta Terabust (Varese, 4 agosto 1946 – Roma, 5 febbraio 2018) è stata una ballerina italiana.

## Biografia
Frequenta la Scuola di ballo del Teatro dell'Opera di Roma diretta dalla scaligera Attilia Radice e, conseguito il diploma, entra a far parte del corpo di ballo del Teatro, di cui diviene prima ballerina nel 1966 ed étoile nel 1972.
In questo periodo si perfeziona col danese Erik Bruhn, con il quale danza nei pas de deux di Don Chisciotte e di Infiorata a Genzano; collabora col maestro Žarko Prebil di cui interpreta, tra gli altri, Lo Schiaccianoci e Cenerentola e si esibisce in alcune creazioni del coreografo ungherese Aurel Milloss fra cui Estri su musiche di Goffredo Petrassi.
Nel 1973 danza come prima ballerina nel Ballet de Marseille diretto da Roland Petit, che crea per lei Schiaccianoci e di cui interpreta Le Loup, Carmen, Coppelia, Notre Dame de Paris. Quindi si trasferisce a Londra dove avvia la sua collaborazione con il London Festival Ballet, oggi English National Ballet, consolidando la sua carriera internazionale e maturando la sua sensibilità di interprete contemporanea. Infatti, oltre ad affrontare i balletti del repertorio classico (da Il lago dei cigni a La Sylphide), Terabust rivela speciale duttilità esibendosi nei lavori di autori più attuali come Glen Tetley (Sphinx, Greening), Barry Moreland, John Cranko (Onegin) e George Balanchine.
Negli anni ottanta torna in Italia come étoile ospite dell'Aterballetto, dove è protagonista di molti lavori di Amedeo Amodio, di William Forsythe, di Alvin Ailey e di Balanchine. 
Nel 1990 le viene affidata la direzione della Scuola del Teatro dell'Opera di Roma, dal 1990 al 1992 dirige il Corpo di ballo dell'Opera di Roma; dal 1993 al 1997 quello del Teatro alla Scala; dal 2000 al 2002 il MaggioDanza, compagnia stabile del Maggio Musicale Fiorentino; dal 2002 al 2006 il ballo al Teatro San Carlo di Napoli. Nel 2007 torna nuovamente alla direzione del corpo di ballo milanese.
Ha svolto una proficua attività di talent scout lanciando numerosi giovani talenti, tra cui Massimo Murru e Roberto Bolle.
È stata la direttrice onoraria della Scuola di ballo del Teatro dell'Opera di Roma.

Nell'aprile del 2013 è stato pubblicato il primo volume dedicato alla sua vita e alla sua carriera artistica: Elisabetta Terabust, l'assillo della perfezione, scritto dal danzatore e scrittore Emanuele Burrafato (casa editrice Gremese); lo stesso Burrafato ha scritto su di lei la voce "Terabust" per il Dizionario Biografico degli Italiani dell'Enciclopedia Treccani e un saggio scientifico per la rivista Biblioteca Teatrale (BT n. 133, 2020 Bulzoni Editore).
Muore il 5 febbraio 2018 a Roma, all'età di 71 anni.
Nell'ottobre del 2019, il sovrintendente del Teatro dell'Opera di Roma Carlo Fourtes e la direttrice del ballo Eleonora Abbagnato le intitolano la sala da ballo del celebre Teatro Costanzi.